# Штоколов Борис Тимофійович
Штоколов Борис Тимофійович (1930—2005) — радянський російський оперний співак (бас). Народний артист СРСР (1966). Лауреат Державної премії СРСР (1981) і Державної премії РРФСР імені М. І. Глінки (1976).
У 1944 році вступив в Соловецьку школу юнг. У 1949 році, після надходження в спецшколу ВПС в Свердловську, на концерті курсантів був помічений Г. К. Жуковим, за наполяганням якого вступив на вокальний факультет Уральської консерваторії ім. М. П. Мусоргського.
Ще в роки навчання став стажистом Свердловського театру опери та балету ім. А. В. Луначарського, а в 1954 році, після закінчення консерваторії, став одним з його провідних солістів.
У 1959 році завоював звання лауреата на міжнародному конкурсі VII Всесвітнього фестивалю молоді та студентів у Відні, а Апрелівським заводом випущена дебютна платівка, в яку увійшли романси А. Рубінштейна і Ф. Шуберта в його виконанні (8 ", Д-004916-7).
У тому ж році був запрошений в Ленінградський театр опери та балету ім. С. М. Кірова (нині Маріїнський театр). З цим колективом пов'язана подальша артистична діяльність співака, в якому він працював до 1990 року. Отримав визнання як чудовий інтерпретатор російського оперного репертуару.
Брав участь в постановках опер радянських композиторів: «Доля людини» І. І. Дзержинського, «Жовтень» В. І. Мураделі та інших.
Вів активну концертну діяльність. У репертуарі — російські народні пісні, романси.